# Oncopsis nigrinasi
Oncopsis nigrinasi är en insektsart som beskrevs av Fitch 1851. Oncopsis nigrinasi ingår i släktet Oncopsis och familjen dvärgstritar. Inga underarter finns listade i Catalogue of Life.